# Moudeyres
Moudeyres település Franciaországban, Haute-Loire megyében. Lakosainak száma 108 fő (2022. január 1.). Moudeyres Les Estables, Freycenet-la-Tour, Laussonne és Saint-Front községekkel határos.

## Népesség
A település népességének változása:
| Lakosok száma | 183  | 132  | 111  | 105  | 102  | 107  | 100  | 98   | 100  | 108  |
|               | 1968 | 1982 | 1990 | 2006 | 2013 | 2015 | 2017 | 2019 | 2020 | 2022 |